# راهگذر بزرگراهی غرب ایران
دالان بزرگراهی غرب ایران یک راهگذر (کریدور) بزرگراهی است که به عنوان نقطه اتصال دسترسی قفقاز به آب‌های آزاد و خلیج فارس به‌شمار می‌رود. این دالان بزرگراهی از مرز بازرگان در آذربایجان غربی شروع شده و با عبور از کردستان، کرمانشاه و لرستان به خوزستان می‌رسد و در منطقه ویژه اقتصادی بندر امام خمینی خاتمه می‌یابد.
راهگذر بزرگراهی غرب کشور از بزرگ‌ترین طرح‌های کشوری بوده پس از بررسی و مطالعه اولیه از سال ۱۳۸۹ آغاز کرد.